# Prix Eisenbud
Pour les articles homonymes, voir Eisenbud.
Le Prix Eisenbud est une distinction décernée par l'American Mathematical Society et porte le nom du physicien américain Leonard Eisenbud (1913-2004). Il est attribué, depuis 2008, tous les trois ans pour récompenser des travaux dans les domaines des mathématiques et de la physique et il est doté de 5 000 $. La publication doit dater des six dernières années.

## Lauréats
- 2008 : Hirosi Ooguri, Andrew Strominger, Cumrun Vafa[2]
- 2011 : Herbert Spohn
- 2014 : Gregory W. Moore
- 2017 : László Erdős, Horng-Tzer Yau[3].
- 2020 : Kevin Costello[4]
- 2023 : Jason P. Miller et Scott Sheffield pour des travaux sur les géométries bidimensionnelles aléatoires, et en particulier sur la gravité quantique de Liouville[5].